# 戈勒姆 (緬因州)
戈勒姆（英語：Gorham）是一個位於美國緬因州坎伯蘭縣的市鎮。

## 人口
根據2020年美國人口普查的數據，戈勒姆的面積為132.84平方千米，當中陸地面積為131.11平方千米，而水域面積為1.73平方千米。當地共有人口18336人，而人口密度為每平方千米138人。